# The Pick of Destiny
The Pick of Destiny — второй студийный альбом и саундтрек к одноимённому художественному фильму американской комедийной рок-группы Tenacious D. Альбом был выпущен 14 ноября 2006 года на лейбле Epic Records и дебютировал на 8-м месте в Billboard 200.
The Pick of Destiny — первый студийный релиз группы за последние пять лет, последовавший за их дебютным альбомом с собственным названием в 2001 году. Продюсером альбома выступил Джон Кинг из группы Dust Brothers, а в его записи приняли участие Мит Лоуф, Ронни Джеймс Дио и Дэйв Грол. Ещё один альбом, More Rocktastic Music from the Film, содержит небольшие отрывки из официальной партитуры, исключённые из саундтрека.

## Предыстория
В отсутствие оригинальных комедийных сценок между многочисленными песнями звучат отрывки диалогов из сопровождающего саундтрек фильма. Часть альбома The Pick of Destiny была записана в студии Дэйва Грола. Была записана «чистая версия» альбома с перезаписанным вокалом, в котором нецензурная лексика заменена словами без смысла.
На обложке изображены Блэк и Гасс в облаках, пародирующие картину Микеланджело «Сотворение Адама». Между их руками находится «Медиатор Судьбы» (Pick of Destiny), заглавный артефакт фильма, а под ними изображена рука дьявола, высунувшаяся из облаков и пытающаяся забрать медиатор.

## Отзывы
| Совокупная оценка    | Совокупная оценка |
| Источник             | Оценка            |
| -------------------- | ----------------- |
| Metacritic           | 52/100            |
| Оценки критиков      |                   |
| Источник             | Оценка            |
| AllMusic             | [ 5 ]             |
| Blender              | [ 6 ]             |
| Entertainment Weekly | B+                |
| The Guardian         | [ 8 ]             |
| IGN                  | 8.4/10            |
| musicOMH             | [ 10 ]            |
| Rolling Stone        | [ 11 ]            |
| Slant Magazine       | [ 12 ]            |
| Spin                 | 5/10              |
| Sputnikmusic         | 4/5               |

После выхода The Pick of Destiny получил умеренные отзывы от музыкальных критиков, получив на Metacritic суммарный балл 52/100 на основе тринадцати рецензий.
Эрлевайн, Стивен Томас из AllMusic отметил, что «The Pick of Destiny обладает большими амбициями — как и подобает саундтреку, он большой, масштабный и кинематографичный — но он не ощущается как прорыв, поскольку Tenacious D уже завели D почти так далеко, как они могли зайти в музыкальном плане: он придал им мускулы и мощь, он придал им скелет, иногда даже слишком, но это сработало, потому что звучало так, будто именно это Джей Би и Кей-Джи слышали в своих головах, когда играли сами. На The Pick of Destiny нет разницы в звучании, но эстетика саундтрека имеет огромное значение. Может быть, это и не концептуальный альбом, но он построен как повествование, зеркально отражающее сюжет фильма».

## Список композиций
Слова и музыка всех песен — Джек Блэк и Кайл Гэсс, кроме указанных.
| №                   | Название                                                     | Автор(ы)                                                                      | Длительность |
| ------------------- | ------------------------------------------------------------ | ----------------------------------------------------------------------------- | ------------ |
| 1.                  | «Kickapoo» (при участии Meat Loaf и Ronnie James Dio)        | Black Gass Liam Lynch                                                         | 4:14         |
| 2.                  | «Classico»                                                   | Black Gass Johann Sebastian Bach Ludwig van Beethoven Wolfgang Amadeus Mozart | 0:58         |
| 3.                  | «Baby»                                                       |                                                                               | 1:36         |
| 4.                  | «Destiny» (extract from movie)                               |                                                                               | 0:37         |
| 5.                  | «History»                                                    |                                                                               | 1:42         |
| 6.                  | «The Government Totally Sucks» (при участии JR Reed)         |                                                                               | 1:34         |
| 7.                  | «Master Exploder»                                            |                                                                               | 2:24         |
| 8.                  | «The Divide» (extract from movie)                            |                                                                               | 0:22         |
| 9.                  | «Papagenu (He's My Sassafrass)» (при участии John C. Reilly) | Black Gass John King                                                          | 2:24         |
| 10.                 | «Dude (I Totally Miss You)»                                  |                                                                               | 2:53         |
| 11.                 | «Break In-City (Storm the Gate!)»                            | Black Gass King Lynch                                                         | 1:22         |
| 12.                 | «Car Chase City» (при участии Paul F. Tompkins)              | Gass                                                                          | 2:42         |
| 13.                 | «Beelzeboss (The Final Showdown)» (при участии Dave Grohl)   | Black Gass Dave Grohl Lynch                                                   | 5:35         |
| 14.                 | «POD»                                                        |                                                                               | 2:32         |
| 15.                 | «The Metal»                                                  | Black Gass Konesky                                                            | 2:45         |
| Общая длительность: | Общая длительность:                                          | Общая длительность:                                                           | 33:40        |

| №                   | Название | Длительность |
| ------------------- | --- | ------------ |
| 16.                 | «Rock Your Socks» (Акустическая версия, iTunes pre-order bonus track)                                                                                 | 3:07         |
| 17.                 | «Training Medley» (Digital Download available with Best Buy version, streaming bonus track, also available on "POD" single, and the Japanese version) | 1:11         |
| 18.                 | «Kong» (Japanese bonus track, streaming bonus track, also available on "POD" 7" single)                                                               | 3:21         |
| 19.                 | «It's Late» (Digital download bonus track available from the eight year re-issue vinyl MP3 download card)                                             | 1:34         |
| Общая длительность: | Общая длительность: | 43:20        |

## Чарты
| Чарт (2006—2007)                              | Высшая позиция |
| --------------------------------------------- | -------------- |
| Австралия (ARIA)                              | 35             |
| Австрия (Ö3 Austria)                          | 64             |
| Канада (Nielsen SoundScan)                    | 64             |
| Dutch Alternative Albums (MegaCharts)         | 29             |
| Германия (Offizielle Top 100)                 | 47             |
| Irish Albums (IRMA)                           | 9              |
| Швеция (Sverigetopplistan)                    | 44             |
| Швейцария (Schweizer Hitparade)               | 82             |
| Великобритания (UK Albums Chart)              | 10             |
| Великобритания (UK Rock & Metal Albums Chart) | 2              |
| UK Soundtrack Albums (OCC)                    | 2              |
| США (Billboard 200)                           | 8              |
| США (Billboard Top Rock Albums)               | 1              |
| США (Billboard Soundtrack Albums)             | 2              |

| Чарт (2006)                     | Позиция |
| ------------------------------- | ------- |
| Великобритания (UK Albums, OCC) | 172     |

| Чарт (2007)                       | Позиция |
| --------------------------------- | ------- |
| США Billboard 200                 | 200     |
| США Soundtrack Albums (Billboard) | 12      |

## Сертификации
| Регион | Сертификация | Продажи  |
| --- | ------------ | -------- |
| Австрия (IFPI Austria)                                                                                                   | Золотой      | 15 000*  |
| Ирландия (IRMA) | Платиновый   | 15 000^  |
| Великобритания (BPI) | Золотой      | 100 000* |
| * Данные о продажах приведены только на основе сертификации. ^ Данные о тиражах приведены только на основе сертификации. |              |          |

## More Rocktastic Music from the Film
More Rocktastic Music from the Film — альбом партитур Эндрю Гросса и Джона Кинга к фильму «Tenacious D: Медиатор судьбы». Он вышел 27 февраля 2007 года н лейбле New Line Cinema и был эксклюзивом для магазинов Wal-Mart и поставлялся в упаковке с DVD. Партитура состоит из шести оркестровых песен, написанных специально для сопровождения фильма, и двух песен группы Кайла Гэсса Trainwreck with Kyle Gass.

### Список композиций
Все песни написаны Эндрю Гроссом и Джоном Кингом, за исключением тех, где это указано.
1. «The Birth of the D» — 1:26
2. «Compared to the Greats» — 0:43
3. «The Stranger Suite» — 1:44
4. «Guitarway to Heaven» — 0:51
5. «Hall of Fame Sneak» — 2:15
6. «Capturing the Pick» — 1:03
7. «Caveman» — 3:53 (Trainwreck)
8. «I Wanna Know» — 3:41 (Trainwreck)